# Vojáci svobody
Vojáci svobody je čtyřdílný filmový velkofilm z roku 1977, natočený společně několika státy, který režíroval Jurij Ozerov. Jde o historické drama z druhé světové války, které navazuje na film Osvobození z let 1970-71.

## Obsazení (výběr)
- Michail Uljanov – maršál Žukov
- Mircea Șeptilici – soudce
- Vasily Lanovoj  – Andrej Grečko
- Stefan Getsov – Georgi Dimitrov
- Viktor Avdjuško – maršál Koněv
- Bohuš Pastorek – Klement Gottwald
- Horst Preusker – Wilhelm Pieck
- Jakov Tripolskij – Josif Stalin
- Lubomir Kabakijev – Palmiro Togliatti
- Boris Belov – Maurice Thorez
- Pjotr Stefanov – Todor Živkov
- Vladlen Davydov – maršál Rokossovskij
- Károly Ujlaky – János Kádár
- Ladislav Chudík – Ludvík Svoboda[2]
- Valentin Kazanckij – Winston Churchill
- Stanisław Jaśkiewicz – Franklin D. Roosevelt
- Naum Šopov – car Boris III
- Fritz Diez – Adolf Hitler
- Gerd Michael Henneberg – maršál Keitel
- Herbert Körbs – Heinz Guderian

- Ivan Mistrík –  Gustáv Husák
- Juraj Kukura – válečný zajatec Maurice Blanche, člen francouzského partyzánského oddílu
- Petr Haničinec – jugoslávský podplukovník Ilja Deretič
- Jiří Krampol – poručík v pražském rozhlase
- Vladimír Ráž – Karol Šmidke
- Július Pántik –  Laco Novomeský
- Zdeněk Řehoř – Ján Golian
- Vlado Müller – Viliam Talský
- Štefan Kvietik – slovenský nadporučík
- Ivan Rajniak – slovenský četař
- Vladimír Petruška – Jan Kratochvíl
- Josef Mixa – Jan Šverma
- Igor Hrabinský – nadporučík Cyril Kuchta, velitel třetí roty martinské posádky
- Dušan Jamrich – válečný zajatec kapitán Georges Barazer de Lannurien, velitel francouzského partyzánského oddílu
- Mikuláš Huba – Jaroslav Vedral-Sázavský
- Jaroslav Rozsíval –  plukovník Mikuláš Markus, velitel první pěší divize východoslovenského sboru
- Eugen Balogh – podplukovník František Urban, náčelník štábu východoslovenského sboru
- Jiří Kodet –  major Július Trnka, velitel letectva východoslovenského sboru
- Zdeněk Srstka – varšavský povstalec